# Sūkhteh Kolā
Sūkhteh Kolā (persiska: سوخته كلا) är en ort i Iran.   Den ligger i provinsen Mazandaran, i den norra delen av landet, 150 km nordost om huvudstaden Teheran. Sūkhteh Kolā ligger 67 meter över havet och antalet invånare är 586.
Terrängen runt Sūkhteh Kolā är platt åt nordväst, men åt sydost är den kuperad.Runt Sūkhteh Kolā är det ganska glesbefolkat, med 34 invånare per kvadratkilometer. Närmaste större samhälle är Babol, 18,5 km nordväst om Sūkhteh Kolā. I omgivningarna runt Sūkhteh Kolā växer huvudsakligen savannskog.